# Шкеле, Андрис
А́ндрис Шке́ле (латыш. Andris Šķēle; род. 16 января 1958, Апе) — латвийский политик, один из богатейших предпринимателей в Латвии. Дважды занимал пост премьер-министра: с 21 декабря 1995 по 6 августа 1997 года (не представлял никакой партии) и с 16 июля 1999 по 5 мая 2000 года (от Народной партии).

## Ранние годы
Андрис Шкеле родился в Апе 16 января 1958 года, где его отец Арманд, а затем и мать работали по распределению в колхозе имени Ошкална. Молодые люди держали большое хозяйство, выращивали поросят и возили их продавать во Псков.
В 1960 году семья переехала в Залениеки, ближе к родителям Арманда, и он поступил в аспирантуру, а его жена вела сельскохозяйственную практику. По окончании аспирантуры Шкеле предложили остаться в академии на преподавательской работе, так что оба его сына — старший Андрис и младший Эдгар — выросли и учились в Елгаве. Арманд работал в академии, Пуденция 21 год отработала в НИИ гидромелиорации Латвийской ССР. Летом семья путешествовала на Кавказ, в Грузию, в Карпаты. Мальчики зарабатывали на поездки деньги самостоятельно, подсобниками на стройках. Эдгар за отличную учёбу получил путёвку во всесоюзный пионерский лагерь «Артек».
Окончил Латвийскую сельскохозяйственную академию с отличием как инженер-механик.
В 1981—1990 годах — заведующий отделом, старший научный сотрудник, заместитель директора Латвийского НИИ механизации и электрификации сельского хозяйства (позднее научно-производственное объединение Stars) по коммерческим вопросам. Параллельно госслужбе торговал цветами, накопил деньги на участок для строительства дома и начал работы. Брата Эдгара направили в Мадону на должность главного строителя Районного агропромышленного объединения, предоставили для проживания отдельный коттедж.
В 1989 году при участии Шкеле и его брата после выставки «Новатор-1989» исчезла купленная за валюту латвийского Госагропрома лесопилка «Board Bandit», отосланная после этого в Мадонскую районную «Сельхозтехнику». Однако Полиции безопасности, расследовавшей это дело, так не удалось найти следов современного агрегата.
13 августа 1990 года занял пост заместителя министра сельского хозяйства Латвийской ССР при министре Дайнисе Гегерсе в правительстве И.Годманиса. Отвечал за пищевую промышленность. Помог своему брату Эдгару и его фирме «Реформа» получить льготный иностранный кредит по 0,3 % в год на закупку ста тракторов МТЗ-80, которые затем продавались по 800 тысяч рублей за единицу. Эта фирма также приватизировала территорию «Агроснаба», стоившую 13 млн рублей.
В 1993 году, когда Верховный совет Латвийской республики высказал недоверие Гегерсу, стал исполняющим обязанности министра.

## Приватизация пищевой индустрии
В 1992—1994 годах прошла приватизация пищевой промышленности Латвии на основе специальных законов о приватизации предприятий по переработке молока, мяса, по производству хлеба, подготовленных Министерством сельского хозяйства. Стратегическим инвестором почти всех крупных предприятий пищевой индустрии стало созданное Андрисом Шкеле в феврале 1992 года ООО Ave Lat.
В этот период ему помогал депутат Сейма, руководитель сельскохозяйственной комиссии и затем министр земледелия Янис Кинна — представитель «большой шестёрки» Народного фронта Латвии наряду с Дайнисом Ивансом, Янисом Шкапарсом, Янисом Диневичем, Иваром Годманисом и Сандрой Калниете.
Шкеле возглавил советы рижского мясокомбината Rīgas miesnieks, завода шампанских вин Rīgas vīni, пивоварни Rīgas alus, рыбоперерабатывающего комбината Kaija.
В 1994 году Шкеле стал исполняющим обязанности генерального директора создаваемого Латвийского агентства приватизации.
Он продолжил приватизацию пищевых предприятий и с 21 ноября 1995 года стал председателем правления кондитерской фабрики Uzvara. Государство назначило его на пост председателя совета приватизируемого Латвийского морского пароходства, членом совета крупнейшего в стране, созданного на базе 21 отделения бывшего Госбанка Латвийской ССР Latvijas Universālā banka (Unibanka).
В 1997 году он контролировал или имел право вето в 16 ведущих предприятиях пищевой промышленности и приобрёл рыбозавод Brīvais Vilnis в Салацгриве. Ему принадлежала охранная фирма с 200 бойцами под руководством Лаймониса Лиепиньша.
Был консультантом Латвийского агентства приватизации. Приобрёл значительное влияние во властных структурах, позволявших ему без труда захватывать необходимые ему объекты, оттесняя от права собственности их законных арендаторов и приобретателей.

## Политическая деятельность
21 декабря 1995 года утверждён на должности премьер-министра Латвии как беспартийный кандидат после длительных консультаций парламентских партий, которые не могли прийти к компромиссу по другим кандидатурам. На эту должность его выдвинули депутаты национальной партии «Отечеству и Свободе» и хозяйственники из партии «Саймниекс».
В конце 1990-х годов пользовался политическим прикрытием Латвийского крестьянского союза, оплатив его предвыборную рекламу на 200 тысяч долларов США, и входил в так называемую «валмиерскую группу» (в противоположность вентспилсской во главе с мэром портового города Айваром Лембергом), влиятельными фигурами которой были адвокат Андрис Грутупс и генеральный прокурор Янис Скрастыньш.
Ушёл из политики в результате обвинений (не доказанных) о связях с группой лиц, причастных к педофилии, которые выдвинул против него представитель социал-демократов Я. Адамсонс. В заявлении Адамсона о результатах расследования этого дела нет прямых указаний на то, что Шкеле сам совершал подобные преступления, однако шла речь о его причастности к таковым. Был депутатом 7-го и 8-го Сеймов. В 2009 году вновь избран председателем НП, в 2010 году избран депутатом 10-го Сейма.

## Частная жизнь
Родители Шкеле — преподаватели Латвийской сельскохозяйственной академии, отец Арманд был профессором кафедры энергетики, мать Пуденция доцентом. Она происходит из крестьянской семьи из-под Балви. Католическое имя, означающее «стеснительность», ей дал священник Балтинавской церкви, где её крестили. Её брат, дядя Андриса Шкеле по матери, служил в Латышском легионе, после кратковременного наказания 30 лет отработал главным инженером научно-реставрационного управления. Родители Пуденции после войны взяли в семью трёх сирот: латышского мальчика Вилхелма и русских Сергея и Виктора. Пуденция Шкеле в 1974 году защитила кандидатскую диссертацию по мелиорации в Каунасском политехническом институте. Вышла на пенсию в 1995 году, поменяв зарплату эмеритированного доцента (56 латов) на пособие по старости (37 латов).
7 июля 1979 года Андрис Шкеле женился на Дзинтре Шкеле (род. 1956), медсестре больницы «Гайльэзерс». У них родились две дочери: Анете (род. 1980) и Мадара (род. 1983). Обе занимаются бизнесом, и по цифрам делают это успешнее своего отца. 6 января 2003 года супруги развелись.
Также успешной бизнес-леди стала вторая супруга А.Шкеле, Кристиана Либане: её личное состояние в 2019 году оценивалось в 14 млн евро, а совокупный оборот 49 предприятий, в которых она числится акционером, — в 15 млн. У супругов растёт сын Эдвард (род. 2006).